# Riksdagen 1682–1683
Riksdagen år 1682 var en svensk ståndsriksdag och ett led i genomförandet av det karolinska enväldet.
Karl XI gick till angrepp mot ständernas makt, och fick den lagstiftande makten i sin hand. Riksdagen fråntogs i och med detta sin väsentligaste befogenhet. Kungen genomdrev att riksdagen inte längre beslutade om skatt, i händelse av krigsfara skulle pengar automatiskt ställas till kronans förfogande. Det karolinska enväldet var genomfört, baserat på teorin om kungadömet av Guds nåde, och det kom att vara till Karl XIIs död år 1718.